# Bruno Le Maire
Bruno Le Maire (Neuilly-sur-Seine, 15 de abril de 1969) es un político y diplomático francés, ministro de Finanzas de Francia desde 2017 hasta 2024. Previamente se desempeñó como Secretario de Estado para Asuntos Europeos entre 2008 y 2009, como así también Ministro de Agricultura entre 2009 y 2012.
Representó a la primera circunscripción de Eure en la Asamblea Nacional, en dos oportunidades, entre 2012 y 2017, y nuevamente entre 2007 y 2009. Comenzó su carrera política como asesor de Dominique de Villepin, de quien llegó a ser jefe de gabinete, tras unos años de trabajo en el Ministerio de Asuntos Exteriores luego de dejar la ENA.

## Primeros años y formación
Nació el 15 de abril de 1969 en Neuilly-sur-Seine. Es el hijo de Maurice Le Maire, ejecutivo de la compañía Total, y Viviane Fradin de Belâbre, directora de colegios privados católicos, principalmente el Lycée Saint-Louis-de-Gonzague, donde obtuvo su Bachillerato.
Estudió en la Escuela Normal Superior en 1989 y en la Universidad de La Sorbona, donde consiguió un grado en literatura francesa. Se graduó en el Instituto de Estudios Políticos de París en 1995 y al año siguiente fue aceptado en la Escuela Nacional de Administración.
Se casó con la pintora Pauline Doussau de Bazignan, quien es la madre de sus cuatro hijos. Habla, además de su natal francés, inglés, italiano y alemán.